# Yeun ar Gow
Pour les articles homonymes, voir Le Goff et Gow.
Yeun ar Gow (ou ar Go), à l'état-civil Yves Le Goff, né à Pleyben, au lieu-dit Kernevez, le 7 octobre 1897 et mort à Gouézec le 22 février 1966, est un des principaux écrivains en langue bretonne du XXe siècle. Il fut employé dans des cabinets notariaux de différentes localités du Finistère (Pleyben, Châteaulin, Pontivy, Plomodiern) avant de s'établir comme notaire à Gouézec en 1927. Il fit paraître Marc'heger ar Gergoad, livre destiné à la jeunesse, en 1939 (Rennes, Imprimerie centrale), et rédigea à la fin de sa vie de nombreux écrits en breton, nombre d'entre eux étant réédités dans les années 1990 et les années 2000. Il fut emprisonné pendant plusieurs mois à la Libération.

## Nouvelles
- Ur galedenn a zen, Hor Yezh n° 81a, janvier 1973 (préfacé par Per Denez, illustré d'une photographie de l'auteur par Gwenael Maze et de dessins par Nono) ; texte paru pour la première fois en mai 1939 dans le n° 126 de la revue Gwalarn
- Diwar Dorgenn Karreg-an-Tan, Mouladurioù Hor Yezh, juillet 1999

## Contes
- Ar Gêr villiget, polycopié 1962, réédition Mouladurioù Hor Yezh, 2001
- Marc'heger ar Gergoad, publié par Breuriez ar Brezoneg er Skoliou, 1939 (réédition : Hor Yezh, 1994)
- Kontadennoù Kernev (2 livres), Al Liamm, 1998-1999
- Kontadennou ha danevelloù : Contes & nouvelles (édition bilingue français-breton), Al Leur Nevez, 2005

## Mémoires
- E skeud Tour bras Sant Jermen, Ar Skrev, 1955 (rééditions : Al Liamm, 1978 ; Emgleo Breiz - Brud Nevez, 2003)

## Théâtre
- Ar Person touer - C'hoari trubuilhus e tri devez hag e gwerzennou, Ar Skreo, 1961 (couverture illustrée par Joël Sévelleg)

## Traductions
- Enez an Teñzor, de R.L. Stevenson, Treasure Island, Al Liamm
- Abrobin, de Daniel Defoe, Robinson Crusoe, Al Liamm, 1964.

## Divers
- Pedennou evit eun noz-veilh gant eun den maro,  Quimper, Ar Voulerien Unanet, 1953
- Geriaoueg ha notennoù-yezh, Hor Yezh, 2000
- Skridoù, Hor Yezh, 2001